# Visutá lávka Zbořený Kostelec
Visutá lávka Zbořený Kostelec spojuje městskou část Zbořený Kostelec s rozcestím pod stejnojmenným hradem a s autobusovou zastávkou u soutoku řeky Sázavy a Kamenického potoka nedaleko města Týnec nad Sázavou v okrese Benešov.

## Historie
Dlouholetý záměr výstavby přemostění řeky Sázavy u Zbořeného Kostelce (studie v roce 2006) se přiblížil realizaci v roce 2012, kdy Rada Středočeského kraje schválila podpis smlouvy na poskytnutí dotace z Regionálního operačního programu Střední Čechy. Lávka za 23 milionů korun měla mít délku 201 m. Cílem projektu s názvem Zlepšení podmínek pro pravidelné využívání cyklodopravy v úseku Zbořený Kostelec a Týnec nad Sázavou, byla výstavba dvou nových cyklostezek, přemostění Sázavy lávkou pro pěší a cyklisty a zlepšení návaznosti na veřejnou hromadnou dopravu, přičemž cyklostezky měly sloužit především jako ekologická alternativa dopravy. Dříve v tomto úseku vedly cyklistické trasy po silnici II. třídy č. 107.

## Lávka
Dřevěná lávka na dvou betonových pilířích a dvou ocelových lanech je dlouhá 143 metrů. Pro Středočeský kraj ji v letech 2014—2015 postavila firma Hochtief CZ za 26 milionů korun. Byla otevřená v červenci 2015 pro pěší a cyklisty. Přes lávku a pod hradem vedou cyklistické trasy č. 1 a č. 19 (Praha — Brno a Zruč nad Sázavou — Davle). Za lávkou je pod hradem také autobusová zastávka pražské příměstské linky č. 339 (Praha, Budějovická — Týnec nad Sázavou, železniční stanice) a malé parkoviště pro auta.

## Ocenění
Projekt Visutá lávka přes řeku Sázavu získal v červnu 2016 Cenu Státního fondu dopravní infrastruktury v soutěži Česká dopravní stavba a technologie.

## Galerie

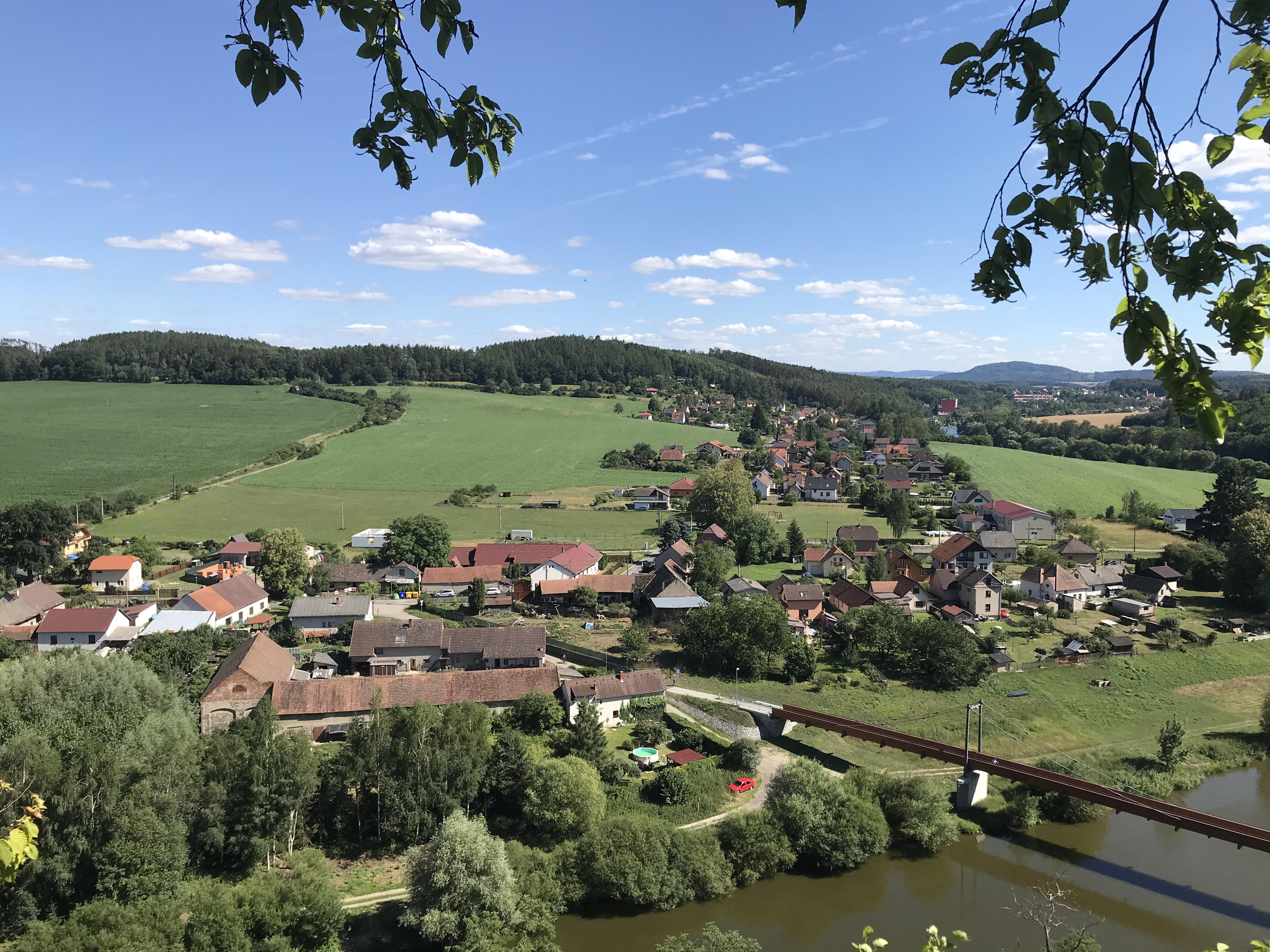
pohled z hradu na lávku a vesnici
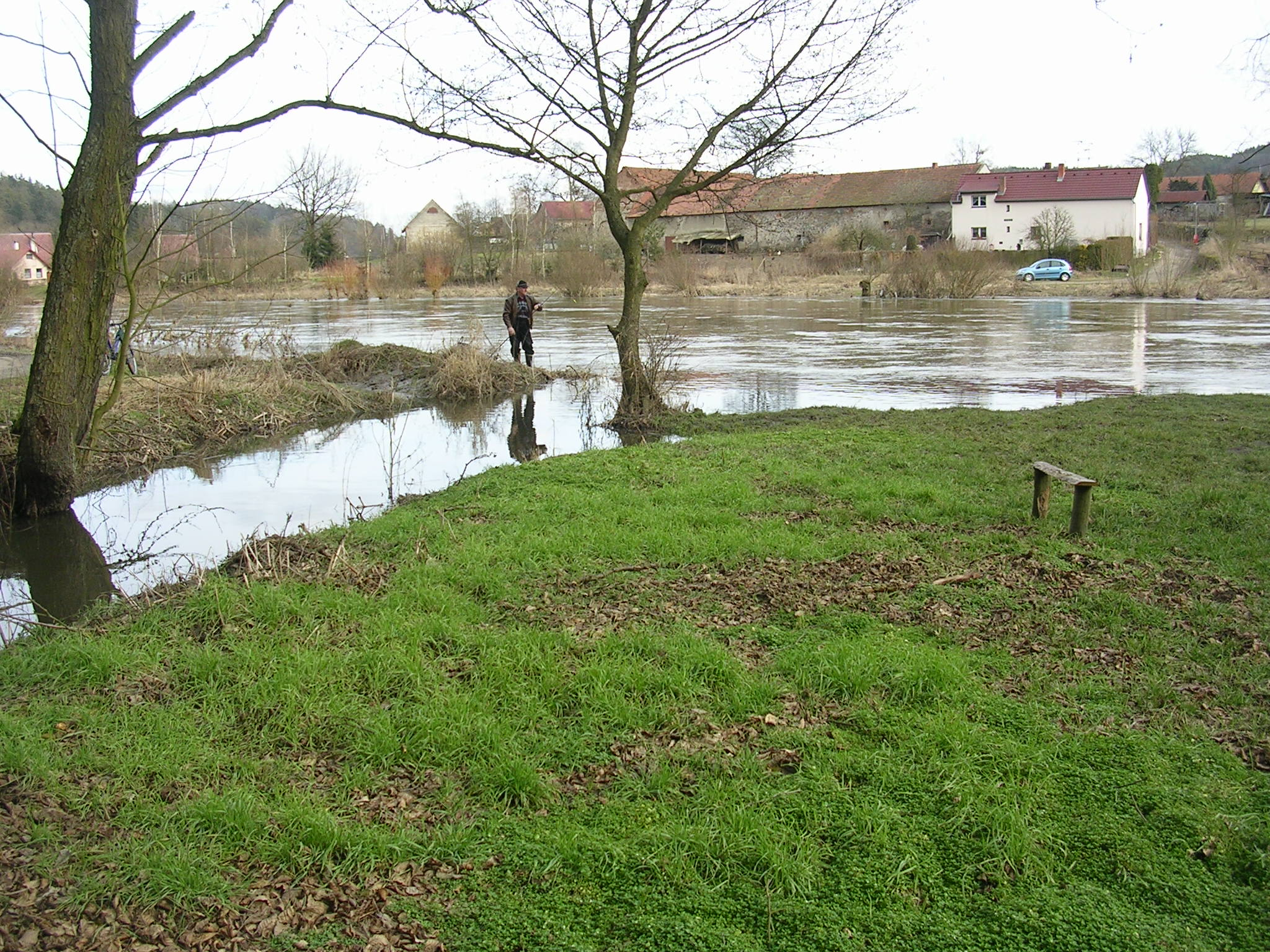
ústí Kamenice do Sázavy, v roce 2009 ještě bez lávky
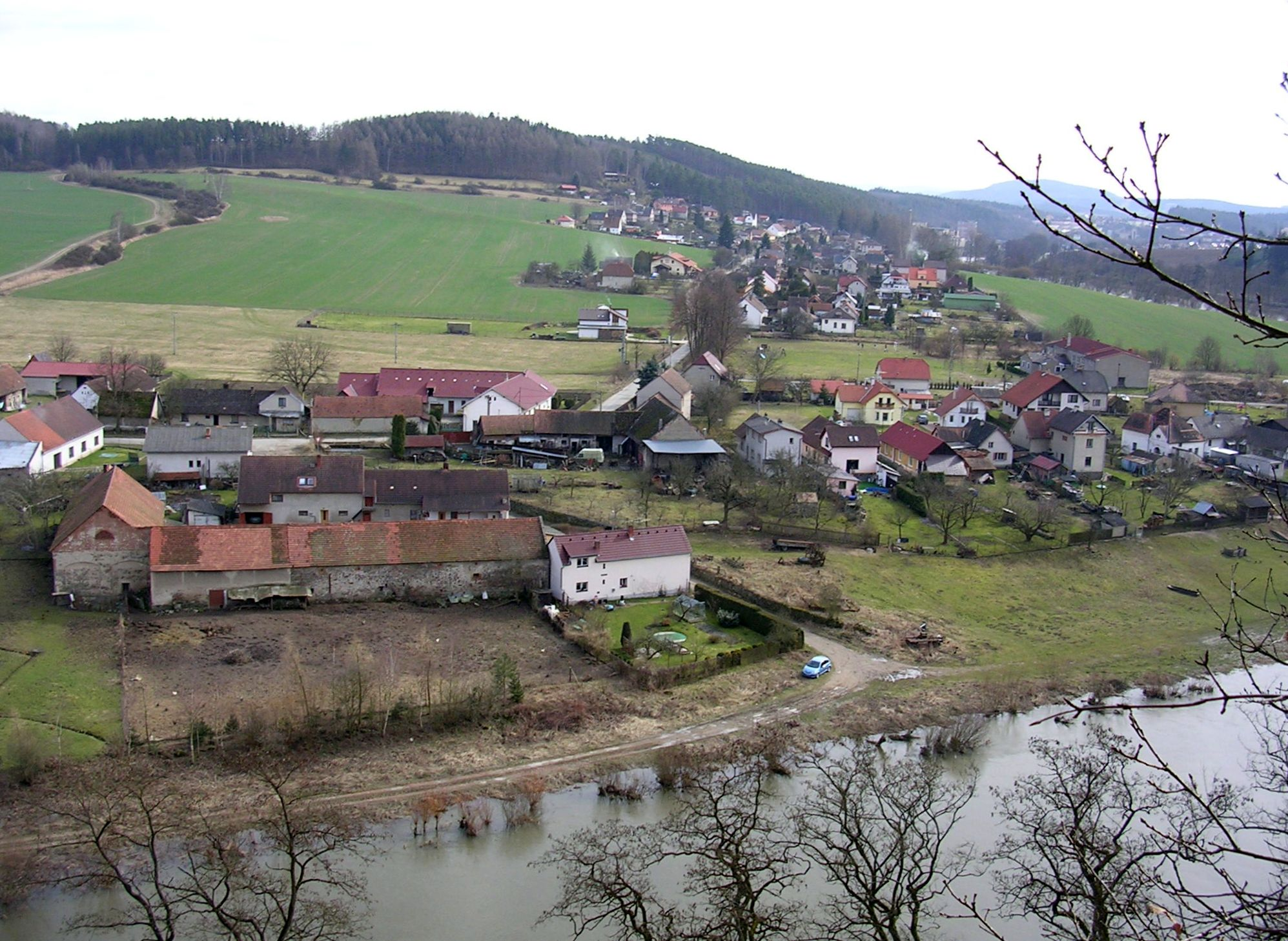
Zbořený Kostelec ještě bez lávky
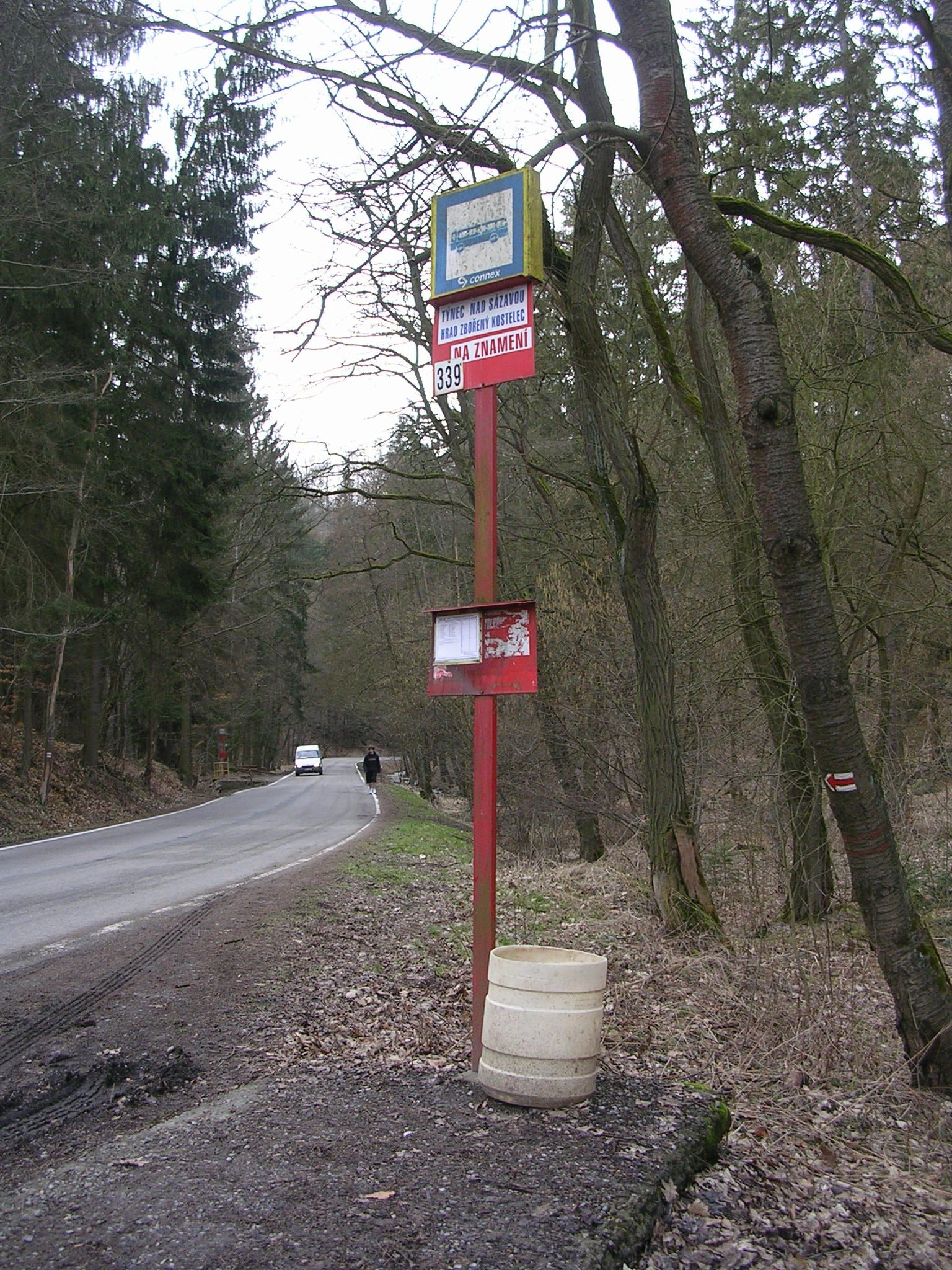
autobusová zastávka v zatáčce za lávkou